# 전쟁과 한 여자
《전쟁과 한 여자》(일본어: 戦争と一人の女)는 사카구치 안고의 단편 소설이자 소설을 원작으로 한 이노우에 준이치 감독의 2012년 전쟁 영화 작품이다. 에구치 노리코 등이 주연으로 출연하였다.

## 출연

### 주연
- 에구치 노리코
- 나가세 마사토시

### 조연
- 에모토 아키라

## 기타
- 원작자: 사카구치 안고